# Фрасиноро
Фрасиноро је насеље у Италији у округу Модена, региону Емилија-Ромања.
Према процени из 2011. у насељу је живело 598 становника. Насеље се налази на надморској висини од 1111 м.

## Становништво
Према резултатима пописа становништва 2011. у општини је живело 1.997 становника.
| 1951. | 1961. | 1971. | 1981. | 1991. | 2001. | 2011. |
| ----- | ----- | ----- | ----- | ----- | ----- | ----- |
| 5.415 | 5.025 | 3.162 | 2.751 | 2.476 | 2.154 | 1.997 |